# Bibliothèque Ulysse Capitaine
La bibliothèque Ulysse Capitaine ou BUC à Liège, consacrée à l'histoire du Pays de Liège, est constituée par les fonds patrimoniaux de la ville de Liège. Elle est devenue la bibliothèque de référence des musées de la ville. Elle fait partie du Fonds patrimoniaux de la ville de Liège situé dans l'îlot Saint-Georges. Elle porte ce nom à la suite d'un legs important du bibliophile Ulysse Capitaine à la ville de Liège en 1871.

## Histoire de la Bibliothèque

### La première bibliothèque
Une première bibliothèque liégeoise existait déjà bien avant les troubles révolutionnaires de la fin du XVIIIe siècle. Elle s'était ouverte à l'Hôtel de ville en 1724. Cependant, la Révolution française emporte la majeure partie des documents à Paris, après avoir transité par Maastricht en 1794. Son catalogue de 1767 propose 844 ouvrages répartis en écritures saintes, théologie, droit canonique et civil, histoire sacrée et profane, médecine et botanique, littérature, architecture, antiquités et géographie.

### Les collections précieuses
C'est donc au cours du XIXe siècle que les collections communales vont se constituer par des achats et des dons. Conscient de la richesse des apports privés, les responsables de la ville décident à l'époque de séparer les collections précieuses de la bibliothèque publique. Ce service spécialisé s'amorce à l'aube du XXe siècle sous le nom de collection communale, installé dans un bâtiment construit rue des Chiroux en 1907. 

### La Salle Ulysse Capitaine
Intégrée à la bibliothèque Chiroux en 1970, dans un bâtiment neuf proche du précédent, on donne à ce service le nom de Salle Ulysse Capitaine. 
En 2005, la ville se sépare de la gestion provinciale, tout en gardant sa section patrimoniale, et les collections sont alors entreposées dans les réserves du Grand Curtius.

### La Bibliothèque Ulysse Capitaine
La Salle devient Bibliothèque et s'installe en Féronstrée. Son objectif est de se spécialiser comme un outil pour les chercheurs de tout bord, plus spécifiquement focalisé sur l'histoire liégeoise, tout en l'installant au cœur du nouvel ensemble muséal de Liège. En 2019, la bibliothèque Ulysse Capitaine annonce sa fermeture en vue d'un déménagement à l'îlot Saint-Georges, où se trouvait le Musée des Beaux-Arts de Liège (BAL) de 2011 à 2016.
Elle a également la gestion du centre de documentation du Grand Curtius et l'inventaire des bibliothèques des musées de la ville de Liège.

## Catalogue
Son catalogue présente près de 250 000 documents. Il s'est enrichi de plusieurs collections:

### Le Fonds liégeois
Le fonds liégeois est composé de 76 900 volumes concernant l'histoire liégeoise, les ouvrages d'intérêts liégeois, de collections liégeoises, édité à Liège ou par des Liégeois, de nombreuses photographies et cartes postales. On y trouve également des manuscrits du XIIIe au XXIe siècle ainsi que les journaux depuis 1759 jusqu'à nos jours.

### Le Fonds Ulysse Capitaine
Le fonds Ulysse Capitaine est composé de nombreux livres anciens sur le Pays de Liège, 11 435 volumes et brochures, 3 000 médailles, coins et monnaies, 226 manuscrits, 218 autographes…

### Le Fonds De Theux de Monjardin
Le fonds De Theux de Monjardin propose les dessins originaux de Remacle-le-Loup et les manuscrits de Van den Bergh.

### Le Fonds Adolphe Dejardin
Légué par sa veuve en 1893, il est composé de 6 500 cartes, plans et vue du Pays de Liège.

### Le FondsAlexandre Dupont
Legs en 1889 de 7 000 livres et brochures d'une bibliothèque consacrée aux document d'art dramatique du XVIIe au XIXe siècle.

### Le Fonds Marcel Thiry
La bibliothèque de Marcel Thiry, ses œuvres et ses lectures, riche de 3 000 livres et 5 000 documents parmi lesquelles celles de nombreux écrivains francophones.

### Le Fonds Jacques Izoard
Acquisition de la ville de Liège du poète et essayiste Jacques Delmotte.

### Le Fonds français
Confié à la ville en 1910, riche de près de 20 000 pièces, il provient du secrétariat de la Mairie de Liège entre 1789 et 1815, témoignage de la gestion quotidienne de la ville de Liège.

### Autres fonds précieux
- Archives administratives du département de l'Ourte
- Le Fonds Charles Edouard Dartois qui traite de l'occultisme
- Fonds littéraire Georges Simenon
- Fonds littéraire Gérardy, Linze, Ledain, Kunel, Joset
- Fonds littéraire Colleye
- Fonds littéraire du Théâtre du Gymnase
- Fonds politiques Zumkir, historien
- Fonds politiques Delaite
- Fonds de la résistance
- Fonds artistique Thiernesse (collectionneuse)
- Fonds artistique A. Pasque (artistes)
- Fonds des éditeurs Vaillant-Carmanne et Thone